# Ssawki

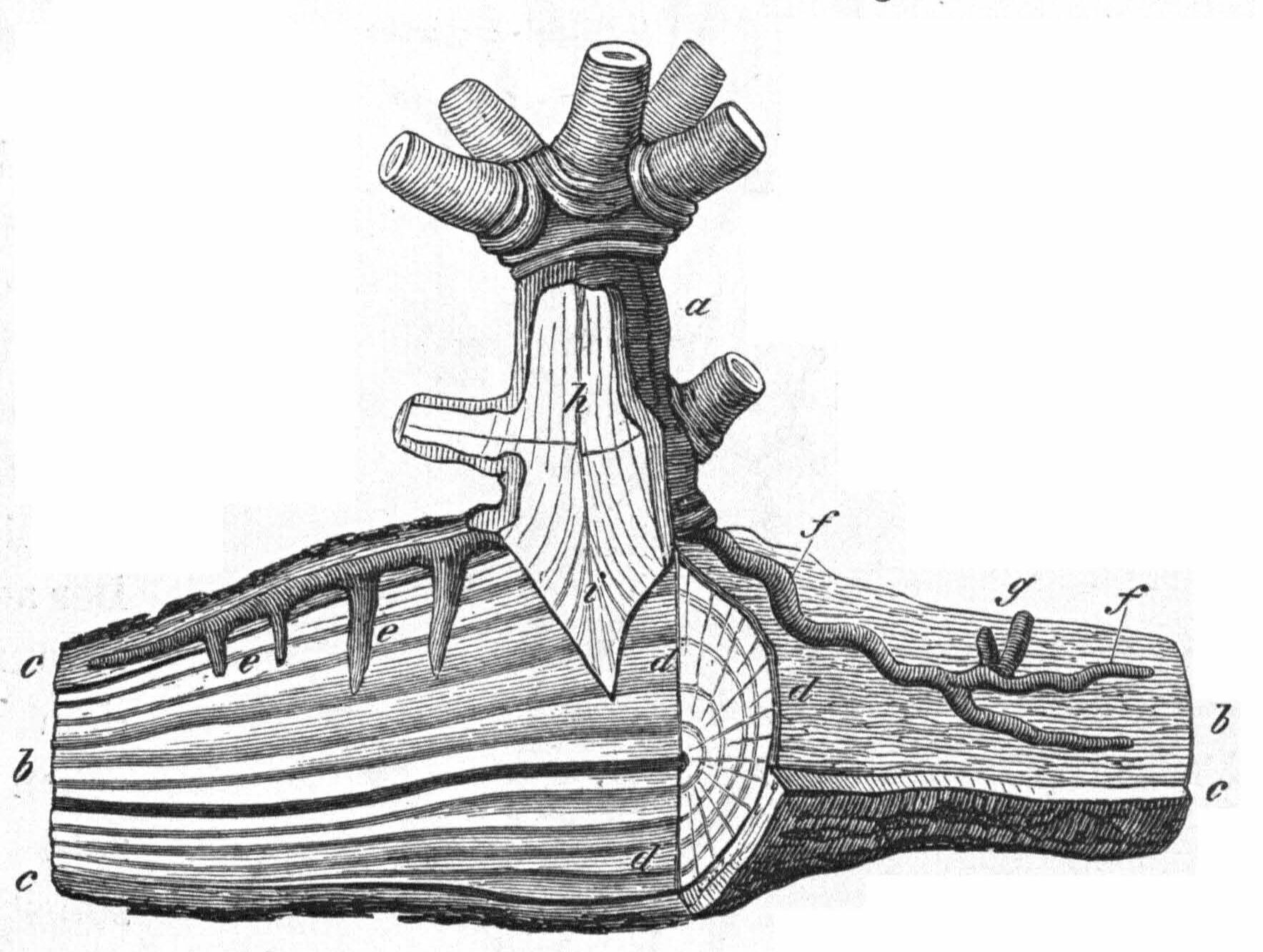
Ssawki jemioły pospolitej wrastające do gałęzi drzewa

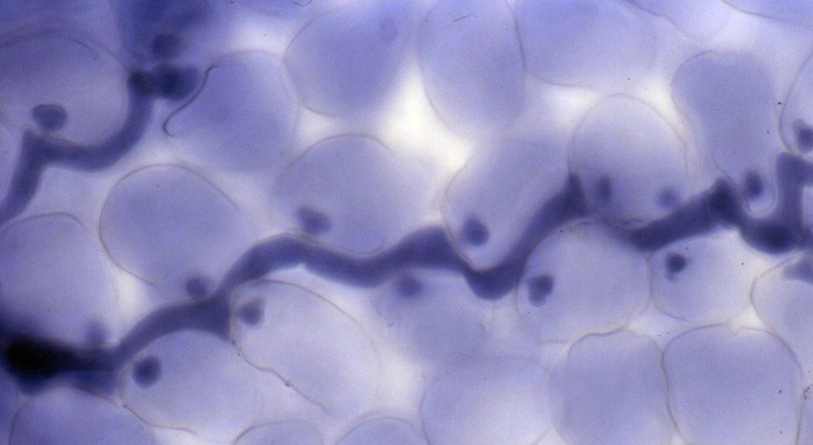
Strzępki i haustoria Hyaloperonospora parasitica pomiędzy komórkami zainfekowanej rośliny

Ssawki, haustoria (l. poj. haustorium) – odgałęzienia strzępek pasożytniczych grzybów lub drobne korzenie boczne roślin pasożytniczych, wrastające w ciało organizmu żywicielskiego i pobierające z niego substancje pokarmowe. Ssawki pasożytów łodygowych przenikają przez warstwę korową i miękiszową łodygi żywiciela, a po dotarciu do tkanki przewodzącej następuje wykształcenie elementów przewodzących i połączanie systemów przewodzących żywiciela i pasożyta. Pasożyty korzeniowe łączą się ssawkami z systemem przewodzącym rośliny żywicielskiej po wrośnięciu w jej korzenie. Rozwój ssawek związany jest z odbieraniem sygnałów chemicznych od rośliny żywicielskiej oraz zmiany potencjału redoks. Stwierdzono, że rozwój haustoriów roślin pasożytniczych może być hamowany przez arbuskularne grzyby mikoryzowe.
Ssawki grzybów po wrośnięciu do komórek żywiciela kończą wzrost, różniąc się tym od innych infekcyjnych strzępek wewnątrzkomórkowych kontynuujących wzrost i przenikających tkanki i komórki gospodarza. Ssawki wewnątrz komórek żywicielskich w celu zwiększenia powierzchni absorbującej zwykle pęcznieją tworząc buławkowate lub kuliste zakończenie strzępki, ewentualnie się rozgałęziają. Ssawki mączniakowców i rdzowców po dostaniu się do komórki (przebiciu ściany komórkowej) otaczane są przez błonę komórkową rośliny tworzącą tzw. błonę zewnątrzssawkową. Jest ona zwykle grubsza niż w pozostałych miejscach komórki. Ze względu na zmiany w niej zachodzące uznawana jest za element składowy ssawki. Pomiędzy powierzchnią ściany ssawki i błony komórki roślinnej występuje cienka warstwa płynna lub żelowa nazywana pochwą. W przypadku wroślikowców ssawki otoczone są częściowo lub całkowicie przez ścianę komórkową gospodarza tworzącą tzw. otoczkę. W reakcji na wnikanie strzępki grzyba do komórki w początkowej fazie tego procesu, w miejscu kontaktu, między ścianą komórkową komórki roślinnej a jej błoną powstaje brodawka (papilla). Zgrubienie to jest przebijane przez strzępkę grzyba i z czasem tworzy szyjkę (kołnierz) u nasady ssawki. Powiększona brodawka może otoczyć ssawkę i doprowadzić do jej zamarcia.